# Ačinkinkan
Ačinkinkan (rus. Ачинкинкан), također zvan Orlova (rus. Орлова) je otok u Rusiji koji se nalazi u Beringovom moru, blizu obale Čukotskog poluotoka. Administrativno je dio Providenskog rajona Čukotskog autonomnog okruga.
Ačinkinkan je mali otok na ulazu u zaljev Penkegnej, na rubu tjesnaca Senjavin, sjeverozapadno od Arakamčečena. Njegovo ime na čukotskom jeziku je Ėč"ynkpikėn (Éčʺynkpikén), što znači "debeo", za razliku od obližnjeg otoka Merkinkan ("tanak").
Otok je kartografirao Fjodor Petrovič Litke 1828. godine kao otok Orlova, nazvan po sudioniku hidrografske ekspedicije.
Na otoku ima oko 1300 morskih ptica, uključujući njorku golubarku(Cepphus columba), troprstog galeba (Rissa tridactyla), velikog vranca (Phalacrocorax carbo), žutokljunog tupika (Fratercula corniculata) i ćubastog tupika (Fratercula cirrhata).

## Vanjske poveznice
- Karta Q-2-XXV,XXVI (Pregledano 1972., izdanje 1987.)